# Setibhor
| H | Hr | r | st | t · ib |

| H | Hr | r | st | t · ib |

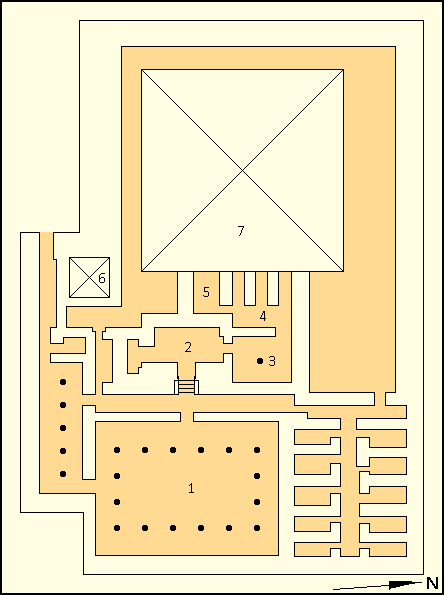
Dispoziční plán Setibhořina komplexu. (1) Nádvoří s kolonádou; (2) Kaple se sochou a pěti výklenky; (3) Čtvercová předsíň; (4) Komory; (5) Oběťní sál; (6) Satelitní pyramida; (7) Hlavní pyramida.

Setibhor byla staroegyptská královna z konce 5. dynastie. S největší pravděpodobností byla manželkou krále Džedkare. Její pyramida je známa dlouho, leží vedle pyramidy jejího manžela v Sakkáře. Jméno majitelky této pyramidy bylo po dlouhou dobu sporné, v roce 2019 bylo spolu s jejími tituly nalezeno na jednom ze sloupů.

## Tituly
Setibhořino jméno a tituly byly nalezeny až v roce 2019. K titulům královny patřily:
- ta, která vidí Hora a Sutecha (mȝȝ.t-hrw-stẖ);
- paní žezla hetes (wr.t-ḥts);
- velmi chválená (wr.t ḥz.t);
- králova manželka, jeho milovaná (ḥm.t nswt mr.t=f).[3]

## Pyramidální komplex
Její pyramida je známá po dlouhou dobu, nachází se vedle královy pyramidy v Sakkáře a vyniká svou neobvykle velkou rozlehlostí. Je největší pyramidou postavenou pro královnu v období Staré říše. Pyramida obsahuje prvky, které se dříve používaly pouze v komplexech postavených pro krále.
Egyptský archeolog Ahmed Fakhry (1905–1973) vykopal její zádušní chrám v 50. letech 20. století, ale zpráva nebyla nikdy zveřejněna. Americký egyptolog Klaus Baer (1930–1987), který Ahmedu Fakhrymu při vykopávkách pomáhal, si všiml, že scény byly „sekundárně pozměněny“ a texty nad hlavou královny byly odstraněny a nahrazeny „supy a jinými královskými insigniemi“. Poznamenal také, že chrám byl „značně poničen“. Současná americká egyptoložka Ann Macy Roth (* 1954) zastává názor, že královské insignie a násilí použité na Setibhořině monumentu naznačují, že mohla vládnout jako ženský faraon, a proto byla její vyobrazení po její smrti znetvořena podobně jako monumenty Hatšepsutiny.